# 雙芽龍屬
雙芽龍屬（學名：Diclonius）是種晚白堊紀的鴨嘴龍類恐龍。化石發現於北美洲蒙大拿州的茱蒂斯河組（Judith River Formation），只有一顆牙齒。屬名意為「雙重芽」，意指牙齒的兩個齒根。在愛德華·德林克·科普（Edward Drinker Cope）的同一份研究中，他同時命名了獨角龍 （Monoclonius），意為「單一的根部」，科普特地為牠們取相對的名稱。他認為雙芽龍有兩副牙齒，一副用來咀嚼，另一副則是備用牙齒；而獨角龍咀嚼時只能用一副牙齒。在當時，科普認為獨角龍、雙芽龍都是鴨嘴龍類。
模式種是D. pentagonus，是個疑名，由科普在1876年命名，化石是一個齒骨碎片與牙齒。其他的正式命名種則有D. calamarius與D. perangulatus，都是在1876年建立。第四個為奇異雙芽龍（D. mirabilis），原為奇異糙齒龍（Trachodon mirabilis），被科普在1883年歸類於雙芽龍，現已被重新歸類於科氏大鴨龍（Anatotitan copei）。以上四個種都是科普根據牙齒或下頜而建立的分類，都被認為是疑名。

## 外部連結
- The Dinosaur Encyclopedia
- Thescelosaurus! Web site